# SN 2004cx
SN 2004cx – supernowa typu II odkryta 26 czerwca 2004 roku w galaktyce NGC 7755. W momencie odkrycia miała maksymalną jasność 17,00m.